# Tricholathys alxa
Espèce
Synonymes
- Argenna alxa Tang, 2011

Tricholathys alxa est une espèce d'araignées aranéomorphes de la famille des Argyronetidae.

## Distribution
Cette espèce est endémique de Mongolie-Intérieure en Chine,. Elle se rencontre dans la bannière gauche d'Alxa.

## Description
Le mâle holotype mesure 3,65 mm et les femelles de 4,50 à 4,86 mm.

## Systématique et taxinomie
Cette espèce a été décrite sous le protonyme Argenna alxa par Tang en 2011. Elle est placée dans le genre Tricholathys par Wang, Peng et Zhang en 2023.

## Étymologie
Son nom d'espèce lui a été donné en référence au lieu de sa découverte, la ligue d'Alxa.

## Publication originale
- Tang, 2011 : « On the spider fauna and a new species of the family Dictynidae from Inner Mongolia (Arachnida: Araneae). » Acta Arachnologica Sinica, vol. 20, no 2, p. 94-98.